# Kuty (obwód lwowski)
Kuty (ukr. Кути) – wieś na Ukrainie, w obwodzie lwowskim, w rejonie stryjskim. W 2001 roku liczyła 185 mieszkańców.
Miejscowość dawniej nosiła nazwę Kawczy Kąt (ukr. Кавчий Кут, Kawczyj Kut). Na przełomie XVI i XVII wieku była to wieś królewska. W drugiej połowie XVII wieku stanowiła dzierżawę należącą do kasztelana czernihowskiego Zdzisława Zamoyskiego i jego żony z Lanckorońskich. W XVIII wieku należała m.in. do Kazimierza Poniatowskiego, a później do Broniewskich.
Za II Rzeczypospolitej do 1934 roku samodzielna gmina jednostkowa. Następnie należała do zbiorowej wiejskiej gminy Uhersko w powiecie stryjskim, w województwie stanisławowskim. Od 16 sierpnia 1945 w Ukraińskiej SRR w składzie ZSRR. W 1946 roku miejscowość przemianowano na Kuty.
W 1848 roku urodził się tutaj Gustaw Bisanz.